# Heterochelamon
Heterochelamon is een geslacht van kreeftachtigen uit de klasse van de Malacostraca (hogere kreeftachtigen).

## Soorten
- Heterochelamon castanea Naruse, Zhu & X. Zhou, 2013
- Heterochelamon guangxiense Türkay & Dai, 1997
- Heterochelamon purpureomanuale (H. W. Wu, 1934)
- Heterochelamon tessellatum Naruse, Zhu & X. Zhou, 2013
- Heterochelamon yangshuoense Türkay & Dai, 1997